# NGC 3347C
NGC 3347C is een balkspiraalstelsel in het sterrenbeeld Luchtpomp. Het hemelobject ligt in de buurt van NGC 3347, NGC 3347A en NGC 3347B.

## Synoniemen
- ESO 376-5
- MCG -6-24-3
- PGC 31797